# Hemimaretia
Hemimaretia is een geslacht van zee-egels uit de familie Maretiidae.

## Soorten
- Hemimaretia elevata (Döderlein, 1906)